# Peter Hansen (författare)
Hans Christian Peter Hansen, född den 27 april 1840, död den 5 april 1905, var en dansk författare. Han var far till Ella Taube.
Hansen debuterade redan i skolan med parodin Endnu nogle danske Stile af kjøbenhavnske Pigebørn (1856), blev 1860 student och skrev senare ett par litteraturhistoriska småstycken samt några med mycket bifall mottagna dikter. Under pseudonymen Cabiro vann han anseende som följetonist i "Dagbladet" (1867–1872). Han redigerade därefter veckotidningarna "Nær og fjærn" (1872–1880) och "Illustreret Tidende" (1880–1884) och var efter 1885 en rad år medarbetare i "Nationaltidende" samt 1882–1888 journalistföreningens ordförande. Därjämte utgav han antologin "Nordiske Digtere i vort Aarhundrede" (1868) med biografiska skisser, ombesörjde nya upplagor av Steen Steensen Blichers noveller och dikter, av Christian Niemann Rosenkildes skrifter och författade Illustreret dansk Literaturhistorie (två band, 1883–1886, ny upplaga 1895–1902). En kompletterande skildring, Den danske Skueplads, illustreret Theaterhistorie, utkom 1889–1896 i tre band. 
Ovanlig skicklighet ansågs han visa som översättare: Friedrich von Bodenstedts "Lieder des Mirza Schaffy", Molières "Le misanthrope", "L'école des femmes" och "Amphitryon", Johann Wolfgang von Goethes "Faust" (1882–1889; andra upplagan 1902), "Hermann und Dorothea", "Iphigenie auf Tauris". Han skrev även romanen Kristian Kjøbenhavner (1882). Hans sista arbete, Goethe, hans Liv og Værker, påbörjat 1904, avslutades först efter hans död av Richard Moritz Meyer. Åren 1894–1899 var Hansen "Kornmitteret", det vill säga konstnärlig ledare, vid Det Kongelige Teater samt därefter censor vid samma institution. År 1884 fick han professors- och 1899 etatsrådstitel.

## Utmärkelser
- Professors namn,  1883[2]
- Riddare av Dannebrogorden,  1894[2]
- Dannebrogsmännens hederstecken,  1898[2]

[Redigera Wikidata]